# Afyonkarahisar (település)
Afyonkarahisar (jelentése törökül: fekete ópiumkastély) Afyonkarahisar tartomány székhelye Törökország nyugati részén, az azonos nevű körzet központja. Más elnevezései: Afyon (ópium), Karahisar-i Sahip. A város nevének írásmódja többször is változott, volt Afium-Kara-hissar és Afyon Karajóhisar is. 250 km-re található Ankarától délnyugatra, az Akar folyó mentén, 1034 méterrel a tengerszint fölött. A város fontos vasúti csomópont İzmir, Konya, Ankara és Isztambul között. A körzet népessége 2008-ban 238 408, a város népessége pedig 163 207 fő volt.
A területen régóta ópiumot állítanak elő (az 1970-es évek óta szigorú állami felügyelet mellett), a város és a tartomány is innen kapta a nevét. Híres az afyoni márvány, a sucuk (török virsli-, illetve kolbászféleség) és a kaymak (tejfölhöz hasonló tejtermék); valamint a szőttes. A város tagja a Norwich-i Történelmi Városok és Régiók Európai Egyesületének.
| Év       | 1911   | 1990   | 1995    | 2000    |
| Népesség | 18 000 | 95 643 | 103 000 | 128 516 |

## Történelme
III. Leo bizánci császár uralkodásáig Afyont Acroënus néven ismerték. 740-ben III. Leo győzelmet aratott az arabok fölött és a városnak a Nicopolis (A győzelem városa) nevet adta. Később a szeldzsuk törökök Kara Hissar-nak („fekete kastély”) nevezték el a várost, a város fölött 201 méterrel, egy vulkanikus dombon álló kastély után.
1392-ben I. Bajazid oszmán szultán meghódította a várost, de az 1402-ben Timur Lenk kezére került. 1428-ban került újra oszmán kézre. Az 1920-as években, a Török Függetlenségi Háború idején görög megszállás alá került. 1923 óta a Török Köztársasághoz tartozik.

## Éghajlat, klíma
| Hónap                         | Jan.  | Feb.  | Már.  | Ápr. | Máj. | Jún. | Júl. | Aug. | Szep. | Okt. | Nov.  | Dec.  | Év    |
| ----------------------------- | ----- | ----- | ----- | ---- | ---- | ---- | ---- | ---- | ----- | ---- | ----- | ----- | ----- |
| Rekord max. hőmérséklet (°C)  | 18,0  | 21,0  | 25,8  | 30,2 | 32,0 | 35,8 | 39,8 | 38,4 | 35,6  | 30,6 | 24,5  | 21,0  | 39,8  |
| Átlagos max. hőmérséklet (°C) | 4,5   | 6,2   | 11,0  | 16,2 | 21,2 | 25,6 | 29,3 | 29,3 | 25,2  | 19,1 | 12,6  | 6,6   | 17,3  |
| Átlaghőmérséklet (°C)         | 0,2   | 1,5   | 5,4   | 10,3 | 15,0 | 19,1 | 22,3 | 22,0 | 17,8  | 12,3 | 6,8   | 2,5   | 11,3  |
| Átlagos min. hőmérséklet (°C) | −3,5  | −2,6  | 0,2   | 4,5  | 8,3  | 11,5 | 14,0 | 13,8 | 10,2  | 6,2  | 1,8   | −1,1  | 5,3   |
| Rekord min. hőmérséklet (°C)  | −22,2 | −25,3 | −17,0 | −7,6 | −3,1 | 1,5  | 5,6  | 2,4  | −0,2  | −4,6 | −14,9 | −18,0 | −25,3 |
| Átl. csapadékmennyiség (mm)   | 41    | 38    | 44    | 47   | 48   | 34   | 18   | 12   | 17    | 39   | 33    | 48    | 418   |
| Forrás:                       |       |       |       |      |      |      |      |      |       |      |       |       |       |

## Látnivalók
A névadó erődítményen kívül a város érdekes látnivalói közé tartozik az Ulu Camii (Nagy Mecset) és az Altigöz híd, melyeket a 13. században építettek a szeldzsuk törökök.